# Montevizija 2019
La sesta edizione del Montevizija si è tenuta il 9 febbraio 2019 e ha selezionato il rappresentante del Montenegro all'Eurovision Song Contest 2019 di Tel Aviv.
I vincitori di quest'edizione sono stati i D mol con Heaven.

## Organizzazione
RTGC ha adottato nuovamente una selezione nazionale divisa in due round: la finale, dove si scontrano i primi 5 artisti, e la superfinale, dove viene scelto, tra i primi 2 classificati, il vincitore della manifestazione.
Tra il 28 ottobre e il 28 novembre 2018 i partecipanti hanno potuto inviare le proprie composizioni, che potevano essere sia in montenegrino che in inglese, all'emittente, che ha provveduto alla selezione dei 5 partecipanti tra le 27 canzoni ricevute.

### Giurie

#### Preselezione
La giuria per la preselezione e per la finale è stata composta da:
- Vladimir Maraš, compositore e presidente di giuria;
- Aleksandra Vojvodić Jovović, insegnante di canto;
- Branka Banović, editore musicale di TV CG;
- Mihailo Radonjić, compositore;
- Slobodan Bučevac, compositore.

#### Internazionale
La giuria internazionale per la finale è stata composta da:
- Eldar Qasımov, vincitore dell'Eurovision Song Contest 2011 come parte dei Ell & Nikki;
- Ruslana Lyžyčko, vincitrice dell'Eurovision Song Contest 2004;
- Lea Sirk, rappresentante della Slovenia all'Eurovision Song Contest 2018;
- András Kállay-Saunders, rappresentante dell'Ungheria all'Eurovision Song Contest 2014;
- Ira Losco, rappresentante di Malta all'Eurovision Song Contest 2002 e 2016;
- Jovan Radomir, presentatore televisivo.

## Partecipanti
La lista dei partecipanti in ordine alfabetico, annunciata dall'emittente l'11 gennaio 2019.
| Artista                  | Titolo          | Lingua       | Compositori                                                                         |
| ------------------------ | --------------- | ------------ | ----------------------------------------------------------------------------------- |
| Andrea Demirović         | Ja sam ti san   | Montenegrino | Andrea Demirović, Michael James Down e Primož Poglajen                              |
| D mol                    | Heaven          | Inglese      | Dejan Božović e Aleksandar Miličić                                                  |
| Ivana Popović-Martinović | Nevinost        | Montenegrino | Ivana Popović-Martinović, Slavko Milovanović, Vladan Popović-Popa e Marko Milatović |
| Monika Knezović          | Nepogrješivo    | Montenegrino | Vladimir Graić, Ivan Branisavljević e Snežana Vukomanović                           |
| Nina Petković            | Uzmi ili ostavi | Montenegrino | Nina Petković, Bojan Momčilović e Zoran Radonjić                                    |

## Finale
La finale si è svolta il 9 febbraio 2019 ed è stata trasmessa su TV CG 1 e online sul sito dell'emittente televisiva.
| # | Artista                  | Brano           | Punteggio | Punteggio | Punteggio | Punteggio | Punteggio | Punteggio | Posizione |
| # | Artista                  | Brano           | Giuria    | Giuria    | Giuria    | Giuria    | Televoto  | Totale    | Posizione |
| # | Artista                  | Brano           | Radio     | Int.      | Naz.      | Tot.      | Televoto  | Totale    | Posizione |
| - | ------------------------ | --------------- | --------- | --------- | --------- | --------- | --------- | --------- | --------- |
| 1 | D mol                    | Heaven          | 5         | 5         | 2         | 12        | 5         | 17        | 1         |
| 2 | Andrea Demirović         | Ja sam ti san   | 3         | 1         | 3         | 7         | 0         | 7         | 3         |
| 3 | Monika Knezović          | Nepogrješivo    | 0         | 2         | 1         | 3         | 1         | 4         | 5         |
| 4 | Ivana Popović-Martinović | Nevinost        | 1         | 3         | 5         | 9         | 3         | 12        | 2         |
| 5 | Nina Petković            | Uzmi ili ostavi | 2         | 0         | 0         | 2         | 2         | 4         | 4         |

### Superfinale
| Artista                  | Titolo   | Televoto | Posizione |
| ------------------------ | -------- | -------- | --------- |
| D mol                    | Heaven   | 62%      | 1         |
| Ivana Popović-Martinović | Nevinost | 38%      | 2         |

## All'Eurovision Song Contest
Il Montenegro si è esibito nella 1ª semifinale del 14 maggio, classificandosi 16º con 46 punti e non qualificandosi per la finale.

### Giuria nazionale e commentatori
La giuria montenegrina per l'Eurovision Song Contest 2019 è stata composta da:
- Vjera Nikolić, professore di musica e presidente di giuria;
- Verica Čuljiković, professore di musica;
- Marko Pešić, cantante e chitarrista (ha rappresentato il Montenegro all'Eurovision 2016 con gli Highway);
- Saša Barjaktarović, professore di musica;
- Igor Perović, musicista e giornalista.

L'evento è stato trasmesso su TV CG 1 e TV CG SAT, con il commento di Dražen Bauković e Tijana Mišković.

### Voto

#### Punti assegnati al Montenegro
| Giurie (31)   | Giurie (31)  | Giurie (31) | Giurie (31) | Giurie (31) |
| 12            | 10           | 8           | 7           | 6           |
| ------------- | ------------ | ----------- | ----------- | ----------- |
| - Serbia      | - San Marino |             |             |             |
| 5             | 4            | 3           | 2           | 1           |
| - Grecia      | - Cipro      |             |             |             |
| Televoto (15) |              |             |             |             |
| 12            | 10           | 8           | 7           | 6           |
|               |              | - Serbia    | - Slovenia  |             |
| 5             | 4            | 3           | 2           | 1           |
|               |              |             |             |             |

#### Punti assegnati dal Montenegro
| Punti | Giuria          | Televoto        |
| ----- | --------------- | --------------- |
| 12    | Grecia          | Serbia          |
| 10    | San Marino      | San Marino      |
| 8     | Cipro           | Slovenia        |
| 7     | Serbia          | Australia       |
| 6     | Ungheria        | Islanda         |
| 5     | Australia       | Bielorussia     |
| 4     | Islanda         | Cipro           |
| 3     | Repubblica Ceca | Repubblica Ceca |
| 2     | Georgia         | Estonia         |
| 1     | Slovenia        | Grecia          |

| Punti | Giuria             | Televoto           |
| ----- | ------------------ | ------------------ |
| 12    | Serbia             | Serbia             |
| 10    | Russia             | Russia             |
| 8     | Albania            | San Marino         |
| 7     | Macedonia del Nord | Albania            |
| 6     | Malta              | Macedonia del Nord |
| 5     | Cipro              | Italia             |
| 4     | Australia          | Slovenia           |
| 3     | Danimarca          | Azerbaigian        |
| 2     | Italia             | Islanda            |
| 1     | Repubblica Ceca    | Paesi Bassi        |